# Mendsajchany Enchsajchan
Mendsajchany Enchsajchan (mong. Мэндсайханы Энхсайхан; ur. 1955 w Ułan Bator) – mongolski polityk i ekonomista, premier Mongolii (1996–1998), wicepremier Mongolii w rządzie Mijeegombyna Enchbolda (2006–2007), minister bez teki w rządzie Czimedijna Sajchanbilega (od 2014 roku).

## Życiorys
Po ukończeniu studiów ekonomicznych na Uniwersytecie Kijowskim w 1978 roku, podjął pracę jako ekonomista w Ministerstwie Spraw Zagranicznych. W karierze urzędniczej doszedł do stanowiska zastępcy dyrektora w Ministerstwie Handlu Zagranicznego.
W 1990 wstąpił do Mongolskiej Partii Demokratycznej. Z ramienia tej partii był w latach 1990–1992 deputowanym do Ludowego Wielkiego Churału i członkiem Małego Churału Państwowego, a w latach 1992–1993 deputowanym do Wielkiego Churału Państwowego. W 1992 roku został członkiem Mongolskiej Narodowej Partii Demokratycznej. Po zwycięstwie Punsalmaagijna Oczirbata w wyborach prezydenckich w 1993 roku złożył mandat deputowanego i został szefem kancelarii prezydenta. Funkcję tę pełnił do 1996 roku, kiedy to stanął na czele Koalicji Demokratycznej pomiędzy Mongolską Narodową Partią Demokratyczną i Mongolską Partią Socjaldemokratyczną.
Od 19 lipca 1996 do 23 kwietnia 1998 sprawował urząd premiera kraju. Zwolennik gospodarki wolnorynkowej, przeprowadził wiele reform, m.in. finansów publicznych i administracji rządowej, a także rozpoczął nowy program prywatyzacji z celem sprzedaży 60% majątku państwowego do roku 2000. Po jego rezygnacji ze stanowiska, premierem został Cachiagijn Elbegdordż.
Członek Partii Demokratycznej od jej utworzenia w 2000 roku. W 2001 roku starał się o nominację na kandydata partii w wyborach prezydenckich, ale jej nie otrzymał. Wyrzucony z partii po tym, jak nie udzielił poparcia drugiemu rządowi Elbegdordża. Rząd Elbegdordża upadł w styczniu 2006 roku, a nowym premierem został Mijeegombyn Enchbold, który powołał Enchsajchana na stanowisko wicepremiera. Enchsajchan piastował ten urząd do grudnia 2007 roku. W 2006 roku Enchsajchan założył Nową Partię Narodową, a w 2008 roku bez powodzenia startował w wyborach parlamentarnych.
W 2011 roku Nowa Partia Narodowa zmieniła nazwę i prowadzi działalność polityczną jako Mongolska Narodowa Partia Demokratyczna, jej liderem pozostaje Enchsajchan. W 2011 roku Mongolska Narodowa Partia Demokratyczna weszła w koalicję wyborczą z Mongolskim Ludowym Frontem Rewolucyjnym tworząc Koalicję Sprawiedliwości. W wyborach parlamentarnych w 2012 roku Koalicja Sprawiedliwości zdobyła 11 mandatów i obsadziła trzy stanowiska w nowym rządzie. W 2012 Enchsajchan objął stanowisko dyrektora kolei mongolskiej.
W grudniu 2014 roku Enchsajchan został ministrem bez teki w nowym rządzie Czimedijna Sajchanbilega z zadaniem przyspieszenia realizacji programów strategicznych dla rozwoju kraju.